# CAGE FORCE 04
CAGE FORCE 04（ケージ・フォース・フォー）は、日本の総合格闘技団体「CAGE FORCE」の大会の一つ。2007年9月8日、東京都江東区有明のディファ有明で開催された。

## 大会概要
吉田善行 vs. 菊地昭、ダン・ハーディー vs. 門馬秀貴のCAGE FORCEウェルター級王座決定トーナメント準決勝が行われ、吉田は菊地のタックルを凌ぎ切り、肘打ちで菊地をTKOに追い込む。ダンは門馬の下からの仕掛けに手こずるものの打撃とパウンドの連打で勝利。
朴光哲 vs. 光岡映二によるCAGE FORCEライト級王座決定トーナメントの準決勝は、スプリットの判定で朴が光岡を下し、決勝に駒を進めた。
本大会で行われるはずだったもうひとつの準決勝アルトゥール・ウマハノフ vs. 鹿又智成は両選手のコンディション不良により11月11日のCAGE FORCE EX -eastern bound-に延期された。

## 試合結果

### プレリミナリー・ファイト
第1試合 ライトヘビー級 5分2R
○  藤岡裕士 vs.  森川修次 ×
1R 3:17 KO（右フック）
第2試合 ライト級 5分2R
○  星野大介 vs.  KEN-1 ×
1R 2:47 腕ひしぎ十字固め
第3試合 フェザー級 5分2R
○  荒川裕志 vs.  駒津純二 ×
2R終了 判定3-0
第4試合 ライト級 5分2R
○  宮本直樹 vs.  増倉敦 ×
1R 1:50 腕ひしぎ十字固め

### 本戦カード
第1試合 ウェルター級 5分2R
○  ソ・ドゥオン vs.  瀬戸哲男 ×
1R 1:28 TKO（ドクターストップ：右眉尻のカット）
第2試合 ライト級 5分3R
○  ISE vs.  西野聡 ×
3R終了 判定3-0
第3試合 フェザー級 5分3R
○  水垣偉弥 vs.  今泉堅太郎 ×
3R終了 判定3-0
第4試合 フェザー級 5分3R
○  大石真丈 vs.  中原太陽 ×
1R 3:55 TKO（ドクターストップ：右目の負傷）
第5試合 フェザー級 5分3R
○  高谷裕之 vs.  ジャロッド・カード ×
1R 3:02 KO（左フック）
第6試合 ウェルター級王座決定トーナメント 準決勝 5分3R
○  吉田善行 vs.  菊地昭 ×
1R 4:33 TKO（レフェリーストップ：グラウンドの肘打ち）
※吉田がトーナメント決勝進出。
第7試合 ウェルター級王座決定トーナメント 準決勝 5分3R
○  ダン・ハーディー vs.  門馬秀貴 ×
3R 0:28 TKO（タオル投入：パウンド）
※ハーディーがトーナメント決勝進出。
第8試合 ライト級王座決定トーナメント 準決勝 5分3R
○  朴光哲 vs.  光岡映二 ×
3R終了 判定2-1
※朴がトーナメント決勝進出。